# Verticalização (urbanismo)

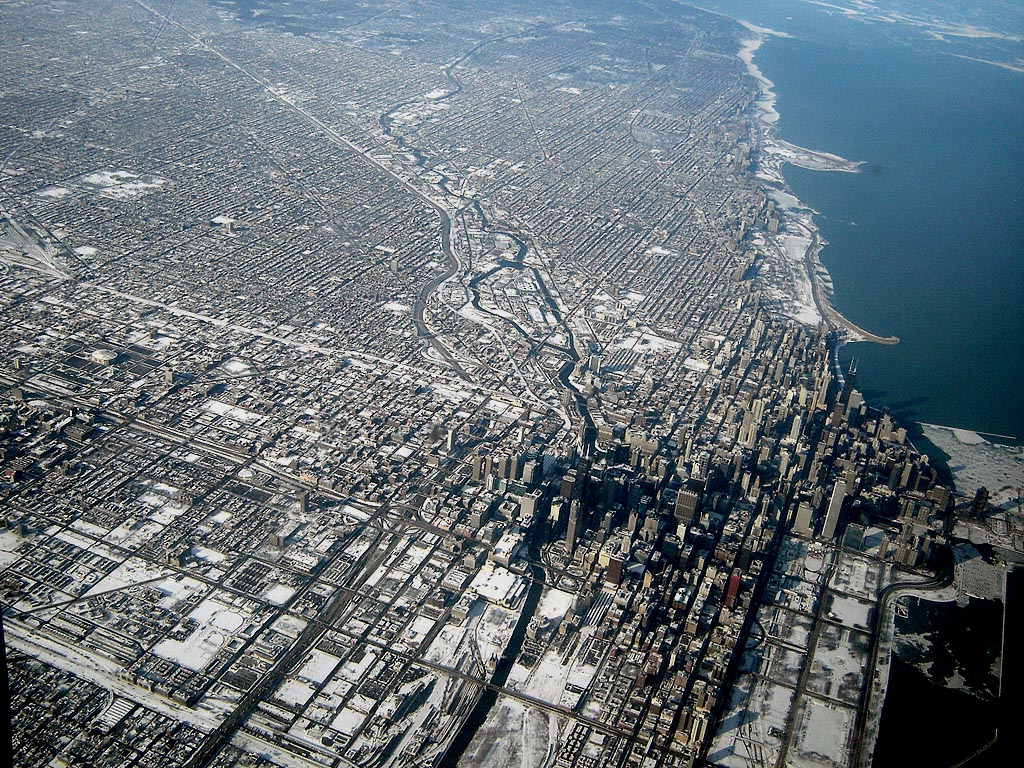
Verticalização em Chicago (EUA)

Verticalização é um processo urbanístico que consiste na construção de grandes e inúmeros edifícios e costuma resultar na densificação populacional. Em 2024, não existe uma definição consensual sobre verticalização.
Em vários artigos de pesquisa, a verticalização ou “gentrificação vertical” tem sido associada à densificação e supergentrificação de áreas urbanas, uma vez que geralmente ocorre em bairros que atravessam o processo de gentrificação ou que já haviam sido gentrificados . A densificação refere-se ao aumento da população por meio de empregos ou moradia; a supergentrificação refere-se à reconstrução de bairros anteriormente gentrificados.
A pesquisa sobre verticalização começou na Prefeitura de São Paulo, em 1977, no Grupo de Pesquisa sobre preços fundiários do professor Gabriel Bolaffi, na gestão de Candido Malta Campos Filho, na Secretaria Municipal de Planejamento. Nadia Somekh, em 1978, começou seu mestrado sobre o tema na FAU-USP que resultou na dissertação "A (Des)Verticalização de São Paulo de 1987", em que conclui que São Paulo é vertical, mas não densa, por causa da opção pelo transporte individual e a redução do coeficiente de aproveitamento na legislação urbanística. Neste trabalho, a pesquisa aponta um panorama da verticalização de São Paulo, estabelecendo períodos em que a possibilidade de adensar é reduzida. Guilherme Gagliotti, em seu mestrado no PPGAU-Mackenzie, estendeu a pesquisa até 2014. O primeiro período da verticalização de São Paulo e a relação com o urbanismo, pesquisado por Nadia Somekh, resultou em dois livros sobre o processo: "A cidade Vertical e o Urbanismo Modernizador", em 1997, e a segunda edição revista e ampliada, de 2015.
Em algumas cidades dos Estados Unidos, como Chicago, a verticalização pode ser notada por um projeto urbanístico, ou planejamento urbano. Em cidades como São Paulo, a verticalização não ocorre acentuadamente em toda sua estrutura urbana, mas sim em pontos característicos (no entorno de avenidas, distritos ou determinados bairros), como as regiões concentradas de centros financeiros. Em outras áreas urbanas, como a do Rio de Janeiro, há também um padrão litorâneo de verticalização, com fileiras de prédios à beira-mar.
A verticalização costuma dificultar a circulação de ar, devido à diminuição do espaço físico plano para construção. Dela, pode decorrer a formação de ilhas de calor locais.

### Verticalização em áreas costeiras
A verticalização em regiões litorâneas tem sido alvo de críticas e debates urbanísticos nas últimas décadas. A construção de edifícios de grande altura próximos à orla tem gerado impactos significativos no microclima, na paisagem natural e no uso público das praias. Um dos principais efeitos é o sombreamento da faixa de areia, que compromete a incidência direta do sol em determinados horários, afetando tanto o lazer da população quanto o ecossistema local.
Cidades como Balneário Camboriú no Brasil, Gold Coast (Queensland) na Austrália, Miami Beach nos Estados Unidos e Dubai nos Emirados Árabes Unidos são exemplos emblemáticos de áreas litorâneas com forte presença de arranha-céus à beira-mar. Em alguns desses locais, já foram registradas tentativas de mitigação, como o alargamento artificial da faixa de areia ou a criação de legislações para limitar a altura das edificações.

Recentemente, surgiram também iniciativas conceituais voltadas à preservação do espaço aéreo em áreas costeiras. Um exemplo é a chamada Reserva Solar, lançada em 2025 na Praia de Piedade, em Pernambuco, que propõe a aquisição e preservação do espaço aéreo de terrenos à beira-mar para impedir construções que bloqueiem a luz solar. Embora originada no contexto de uma campanha de conscientização ambiental, a proposta reacendeu discussões sobre o zoneamento urbano e a necessidade de garantir acesso ao sol como bem coletivo.